# Roman Kiźny
Roman Marian Kiźny ps. „Kuna”, „Smuga” (ur. 16 lipca 1910 w Trembowli, zm. 7 marca 1986 w Warszawie) – oficer łączności Wojska Polskiego i Armii Krajowej, uczestnik II wojny światowej i powstania warszawskiego, kawaler Krzyża Srebrnego Orderu Virtuti Militari.

## Życiorys
Absolwent Korpusu Kadetów Nr 1 we Lwowie i Szkoły Podchorążych Inżynierii w Warszawie (1935). Na stopień podporucznika został mianowany ze starszeństwem z 15 sierpnia 1934 i 26. lokatą w korpusie oficerów łączności. Na stopień porucznika został mianowany ze starszeństwem z dniem 19 marca 1938 i 24. lokatą w korpusie oficerów łączności. W marcu 1939 pełnił służbę w pułku radiotelegraficznym w Warszawie na stanowisku instruktora 2. kompanii 3 batalionu radiotelegraficznego. Podczas kampanii wrześniowej dowódca kompanii radiowej w Armii „Poznań”, brał udział w bitwie nad Bzurą.
Od października 1939 w strukturach ruchu oporu. Więziony przez Gestapo na Pawiaku (10.1941–09.1942), skąd uciekł. Brał udział w akcji „Góral”.
Podczas powstania warszawskiego dowódca oddziału osłonowego kwatermistrzostwa KG Armii Krajowej, a następnie kwatermistrz Zgrupowania „Leśnik”. Brał udział w walkach na Woli, Muranowie, Starym Mieście i w Śródmieściu.
Po wojnie pracował w Warszawie jako dyrektor w Polskich Nagraniach.
Zmarł w Warszawie i został pochowany na cmentarzu Powązki Wojskowe(kwatera D4-2-11).

## Ordery i odznaczenia
- Krzyż Srebrny Orderu Virtuti Militari[1] nr 12636[5]
- Krzyż Walecznych[1]
- Srebrny Krzyż Zasługi z Mieczami[1]